# Весёлая Долина (Крым)
Весёлая Доли́на (укр. Весела Долина, крымскотат. Vesölaya Dolina, Весёлая Долина) — исчезнувший посёлок в Раздольненском районе Республики Крым, располагавшийся на северо-западе района, на берегу Каркинитского залива Чёрного моря, примерно в 4 километрах северо-западнее современного села Котовское.

## История
Впервые в доступных источниках поселение встречается на карте РККА 1938 года на территории Ак-Шеихского района, переименованного в 1944 году в Раздольненский.
С 25 июня 1946 года Весёлая Долина в составе Крымской области РСФСР. 26 апреля 1954 года Крымская область была передана из состава РСФСР в состав УССР. Время включения в Славновский сельсовет пока не установлено: на 15 июня 1960 года посёлок уже числился в его составе. Указом Президиума Верховного Совета УССР «Об укрупнении сельских районов Крымской области» от 30 декабря 1962 года посёлок присоединили к Черноморскому району. 1 января 1965 года указом Президиума ВС УССР «О внесении изменений в административное районирование УССР — по Крымской области» вновь включили в состав Раздольненского района. Весёлая Долина ликвидирована к 1 июля 1968 года (согласно справочнику «Крымская область. Административно-территориальное деление на 1 января 1968 года» — с 1954 по 1968 годы).